# Pseudaletis mazanguli
Pseudaletis mazanguli är en fjärilsart som beskrevs av Sheffield Airey Neave 1910. Pseudaletis mazanguli ingår i släktet Pseudaletis och familjen juvelvingar. Inga underarter finns listade i Catalogue of Life.

## Bildgalleri

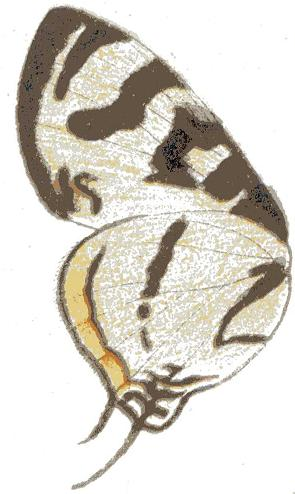
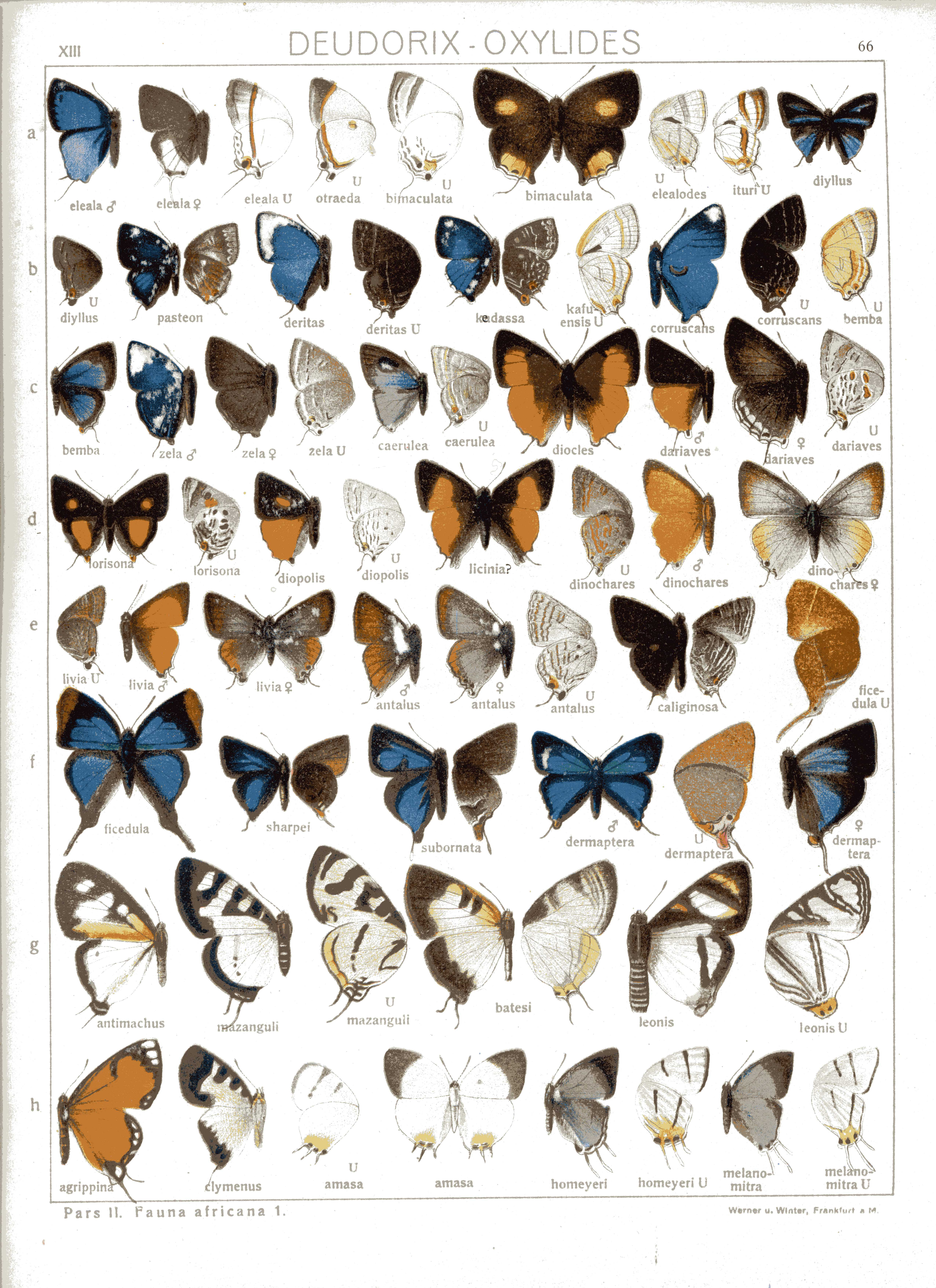